# Citronel·lol
El citronel·lol o dihidrogeraniol és un monoterpenoide natural. A la natura es troben dos enantiòmers. El (+)-citronel·lol, que es troba en l'oli de citronel·la, és el més comú dels isòmers. El (−)-citronel·lol es troba en l'oli de rosa i de gerani. El citronel·lol s'utilitza en perfums i com a repel·lent d'insectes.